# Омар Хајам
Омар Хајам (Персијски: غیاث ‌الدین ابوالفتح عمر ابراهیم خیام نیشابورﻯ, Гијас ад-Дин Абу'л ал-Фатх Умар ибн Ибрахим ал-Хајам Нишапури, 18. мај 1048 – 4. децембар 1131) био је персијски полихистор, филозоф, математичар, астроном, астролог и песник. Сматра се једним од најутицајнијих мислилаца средњег века. Он је такође писао трактате о механици, географији, минерологији, музици и исламској теологији.
Рођен у Нишапуру, као млад се преселио у Самарканд и тамо стекао образовање. Потом се преселио у Бухару и потврдио се као један од најбољих математичара и астронома у Златном добу ислама. Он је аутор једног од најбитнијих трактата о алгебри написаног пре модерног доба, Трактат о демонстрацији проблема алгебре (1070. године), који укључује геометријски метод решавања кубних једначина пресецањем хиперболе кругом. Допринео је и реформи календара.
Његов значај као филозофа и учитеља, као и његових неколико преосталих филозофских радова још нису добили једнаку пажњу као његови научни и песнички списи. Ал-Замахшари га је називао „филозофом света“. Многи извори сведоче да је деценијама предавао филозофију Ибн Сине (Авицене) у Нишапуру, где је Хајам рођен и сахрањен и где његов маузолеј данас представља ремек-дело иранске архитектуре, који је посећен од многих сваке године.
Осим Ирана и персијског говорног подручја, Хајам је извршио шири утицај на литературу и друштво путем превођења његових радова и популаризацијом преко других учењака. Највећи такав утицај је извршен у земљама енглеског говорног подручја, а енглески учењак Томас Хајд (1636—1703) био је први Европљанин који га је проучавао. Најутицајнији од свих био је Едвард Фицџералд (1809—1883), који је учинио да Хајам постане најпознатији песник Истока на Западу преко превода и адаптације Хајамових, не тако бројних, катрена (Персијски: رباعیات рубаије) под насловом Рубаије Омара Хајама.
Омар Хајам је умро 1131. и сахрањен је у Хајамовом Врту код маузолеја Имзаде Махрука у Нишапуру. Године 1963, Маузолеј Омара Хајама саграђен је управо на том месту.
По Хајаму су назив добили астероид 3095 Омар Хајам, као и један месечев кратер 1970. године.

## Име
Гијас ад-Дин (персијски: غیاث الدین) значи „Раме вере“. Ибрахим (персијски: ابراهیم) значи „Аврам“ и име је Омаровог оца. Абу ал-Фатх (персијски: ابوالفتح) што значи „отац Фатха“. Ово није поткрепљено од стране било ког биографа; наиме, да је Хајам имао сина са тим именом. Нишапури (Перисјски: نیشاپوری) просто значи „из Нишапура“. И Хајам (персијски: خیام) значи „произвођач шатора“, што је било занимање његовог оца.

## Биографија
Омар Хајам родио се у Нишапуру, данашњем Ирану, тада селџучком главном граду у ширем Хорасану, који је био ривал Каиру и Багдаду у утицају на културу те ере и који је био важан религијски центар за зороастријанце. Веома је вероватно да је Хајамов отац био зороастријанац који се преобратио у ислам. Хајам је можда познавао средњоперсијски језик, који је користио 1079. године за називе месеци у свом новом календару. Мисли се да је рођен у породици произвођача шатора (хајјами), што је користио да се игра речима у животу:
Хајам, који је шаторе од науке шио,

Пао је у пећ жалости и гадно опечен био,

Маказе Судбе пресекоше му конопце живота,

И трговац Наде га прода ни за шта!

— Омар Хајам
Део свог детињства провео је у граду Балху (у данашњем северном Авганистану), студирајући код познатог учењака Шеика Мухамеда (шејха Мухамеда) Мансурија. Касније је учио код имама Мовафак Нишапурија, који је био сматран једним од најбољих предавача у Хорасану и околини. Кроз живот, Омар Хајам био је неуморан: дању би предавао алгебру и геометрију, увече би био на селџучком двору саветник Малик Шаха, а ноћу би проучавао астрономију и све битне аспекте Џалали календара.
Хајамове године проведене у Исфахану биле су веома продуктивне. Његови заштитници били су султан Меликшах, најмоћнији од четворице „великих Селџука” и његов мудри везир Низамулмулк. После смрти султана Маликшаха (највероватније убијен од стране секте асасина), султанова удовица окренула се против њега као саветника и ускоро је послат на хаџилук у Меку и Медину. Потом је добио дозволу да ради као дворски астролог и био му је допуштен повратак у Нишапур, где је био познат по својим радовима. Тамо је наставио да предаје математику, астрологију, чак и медицину, али је ускоро умро, у Нишапуру 1122. године.

## Математичар
Хајам је био познат већ за свог живота као математичар. Написао је утицајан Трактат о демонстрацији проблема алгебре (1070), који је поставио принципе алгебре, дела персијске математике која је временом дошла у Европу. Он је извео опште методе за решавање кубних једначина и за неке једначине вишег реда.
У Трактату је писао о троугаоном поретку биномних коефицијената познатих као "Паскалов троугао". Године 1077, Хајам је написао „Објашњења тешкоћа Еуклидових дефиниција“. Битан део књиге бави се славним Еуклидовим петим постулатом, који је привукао пажњу Сабита ибн Куре. Ал-Хајсам је претходно покушао демонстрацију постулата; Хајамов покушај био је далеко напреднији и његове критике су пронашле свој пут до Европе, вероватно доприносећи евентуалном развоју нееуклидске геометрије.
Омар Хајам створио је битне радове на тему геометрије, посебно у теорији пропорција. Његови славни математичари савременици су Ал-Хазини и Абу Хатим.

### Теорија паралела
Такође видети: Историјат нееуклидске геометрије и Постулат паралелности
Хајам је написао и „Објашњења тешкоћа у постулатима Еуклидових Елемената“. Рад се састоји од више делова на тему постулата паралелности (Књига I), на тему еуклидских дефиниција разломака и верижних разломака (Књига II), и на тему множења разломака (Књига III).
Први део је трактат који садржи неке предлоге и дилеме које се тичу постулата паралелности. Ушао је у западни свет репродукцијом његовог рукописа који је начинио 1387—1388. године такође персијски математичар „ Туси”. Туси експлицитно помиње да преписује трактат „према Хајамовим сопственим речима“ и цитира Хајама, рекавши да „су вредне додавања Еуклидовим Елементима (прва књига) након Предлога 28.“ Овај предлог наводи довољан услов да две праве у равни буду паралелне једна у односу на другу. Након овог предлога, следи још један, под бројем 29, који је супротан претходном. Еуклидов доказ користи такозвани постулат паралелности (са бројем 5). Приговор на употребу постулата паралелности и алтернативни поглед на Предлог 29 били су главни проблем у оснивању онога што се сада зове нееуклидска геометрија.

Хајамов трактат се може сматрати првом обрадом аксиома паралели која није базирана на логичкој грешци „Petitio principii”, већ на интуитивнијем постулату. Хајам је оповргнуо претходне покушаје грчких и персијских математичара да докажу предлог. И он, као и Аристотел, одбија употребу кретања у геометрији и самим тим такође одбацује другачији покушај Ибн Хајсама. На неки начин, он је направио први покушај формулисања нееуклидовског постулата као алтернативу постулату паралелности.

### Геометријска алгебра
Ко год мисли да је алгебра трик да се освоји непознато је узалудан чин. Не треба обраћати пажњу на чињеницу да алгебра и геометрија изгледају другачије. Алгебре су геометријске чињенице које су доказане Предлозима 5 и 6 у Књизи II Еуклидових Елемената.
Омар Хајам

Хајамов филозофски поглед на математику је утицао на његов прослављени приступ и метод у геометријској алгебри и, посебно, у решавању кубних једначина. Његово решење није директан пут ка нумеричком решењу, а његова решења нису бројеви већ сегменти правих. Хајамов рад се може сматрати првом систематичном студијом и првим егзактним методом решавања кубних једначина, иако су се слични методи појављивали спорадично, још од Менехма.
У свом неименованом спису на тему кубних једначина откривеном у 20. веку, одакле је горепоменути цитат, Хајам се бави проблемима геометријске алгебре. Први проблем је „наћи тачку на квадранту круга такву да када се спусти нормала од те тачке до једног од граничних полупречника, однос дужине нормале и пречника је једнак односу сегмената одређених тачком нормале.“ Поново, решавајући овај проблем, он га је свео на други геометријски проблем: „наћи правоугли троугао који има особину да је хипотенуза једнака збиру једне стране и висине над хипотенузом“. Да би решио овај геометријски проблем, специјализовао је параметар и достигао кубну једначину x3 + 2x = 2x2 + 2. Заиста, он проналази позитиван корен ове једначине пресецајући хиперболу кругом.
Ово конкретно геометријско решење кубних једначина је било даље истраживано и проширено до једначина четвртог степена.
Што се тиче уопштених једначина, он тврди да је за решење кубних једначина потребна употреба конусних делова и да се не могу решити методом лењира и шестара. Доказ ове нерешивости је постао веродостојан 750 година након што је Хајам умро.
У овом раду, Хајам помиње да је вољан да спреми рад који ће дати потпуно решење кубних једначина: „Ако се укаже прилика и успем, даћу свих ових четрнаест образаца са свим својим гранама и случајевима, и како да се разликује шта је могуће а шта не, како би се припремио рад који садржи елементе који су веома корисни у овој уметности.“
Ово се односи на дело „Трактат о представљању проблема алгебре“ (1070), који је поставио принципе алгебре, успоставио део персијске математике који ће касније бити пребачен у Европу. Посебно, извео је уопштене методе за решавање кубних једначина и неких једначина вишег реда.

### Биномна теорема и извлачење корена
Од Индијаца су се добили методи рачунања квадратних и кубних корена, методи базирани на знању индивидуалних случајева - конкретно знању квадрата девет цифара 12, 22, 32 (итд.) и њихових производа, на пример 2 × 3 итд. Имамо написан трактат на тему доказа валидности тих метода и да они задовољавају услове. Додатно, повећали смо њихове типове, конкретно у одређивању четвртог, петог, шестог и корена било ког другог степена. Нико нас није претходио у овоме и ови докази су, чисто аритметички, засновани на аритметици „Елемената“. 
Омар Хајамов „Трактат о Представљању Проблема Алгебре“

Ова Хајамова напомена и одређени предлози пронађени у његовом рукопису о алгебри учинили су да неки историчари математике верују да је Хајам заиста знао биномну теорему до било ког степена. Случај другог степена је експлицитно наведен у Еуклидовим Елементима, а случај до, највише, степена 3 је установљен од стране индијских математичара. Хајам је био математичар који је приметио важност уопштене биномне теореме. Аргумент који подржава тврдњу да је Хајам имао уопштену биномну теорему заснован је на његовој способности да извуче корене.

### Хајам-Сакери четвороугао
Сакери четвороугао први пут је разматрао Хајам крајем 11. века у Књизи I дела „Објашњења тешкоћа у постулатима Еуклидових Елемената“. За разлику од многих Еуклидових критичара пре и после њега (укључујући и Сакерија), Хајам није покушавао да докаже постулат паралелности већ да га изведе из еквивалентног постулата који је он формулисао из „Принципа филозофа“ (Аристотел):
Две конвергентне праве се секу и немогуће је да две конвергентне праве дивергирају у правцу у ком конвергирају.
Хајам је затим размотрио сва три случаја (прав, туп и оштар) које углови на врху Сакеријевог четвороугла могу имати и након што је доказао низ теорема о њима, он је (исправно) одбацио тупе и оштре случајеве засноване на његовом постулату и из тога је извео класични Еуклидов постулат.
Тек 600 година касније, Ђордано Витале је направио помак у односу на Хајама у својој књизи Euclide restituo (1680, 1686), када је користио четвороугао да би доказао да ако су три тачке еквидистантне у односу на базу AB и врх CD, онда су AB и CD свуда еквидистантни. Сам Сакери заснивао је читав свој дугачак, херојски и на крају погрешни доказ постулата паралелности око четвороугла и његових три случаја, доказујући многе теореме о својствима четвороугла на том путу.

## Астроном
Као и већина персијских математичара тог периода, Хајам је такође био астроном и достигао славу у том пољу. Године 1073., селџучки султан Џалал ал-Дин Малик-Шах Салџуки (Малик-Шах I, 1072–1092), позвао је Хајама да формира опсерваторију, заједно са осталим истакнутим научницима. Према неким изворима, верзија средњовековног иранског календара у којем 2,820 соларних година заједно имају 1.029.983 дана (или 683 преступних година, а просечна година 365.24219858156 дана) је базирана на мерењима Хајама и његових колега. Други извор тврди да је Хајамов календар просто садржао осам преступних дана сваких 33 година (за годину која траје 365.2424 дана). У било ком случају, његов календар је био прецизнији од грегоријанског календара који је настао 500 година касније. Данашњи ирански календар је базиран на његовим прорачунима.

### Хелиоцентрична теорија
Понекад се тврди како је Хајам показао да се Земља окреће око своје осе тиме што је презентовао модел звезда свом савременику ал-Газалију у планетаријуму.
Други извор тврдње да је Хајам веровао у хелиоцентризам је популарно, али анахронско представљање Хајамове поезије Едвард Фицџералда, у којој се први редови рубаије, катрена преводе погрешно с хелиоцентричном сликом Сунца које баца "камен који тера звезде на лет".

### Реформа календара
Хајам је био члан комисије која је реформисала ирански календар. Комисију је саставио селџучки султан Малик Шах I и комисија је завршила реформу 1079. године, чиме је настао Џалали календар.
Џалали календар је остао у употреби широм Ирана од 11. до 20. века. Он је основа иранског календара, који се данас користи у Ирану и Авганистану. Џалали календар је прецизнији од грегоријанског, заснован је на стварном сунчевом кретању, налик Хинду календарима, и потребна му је ефемерида за рачунање датума. Дужине месеци могу да варирају између 29 и 31 дан у зависности од тренутка кад Сунце прелази у нову зодијачну област. То је значило да су сезонске грешке биле ниже него у грегоријанском календару.
Модерни ирански календар стандардизује дужине месеци на основу реформе из 1925. године, минимизирајући тиме ефекат соларних транзита. Сезонске грешке су донекле чешће него у Џалали календару, али се преступне године рачунају као раније.

## Поезија
Омар Хајам је био значајан песник током владавине селџучког владара Малик-Шаха I а његови доприноси развоју математике, астрономије и филозофије су инспирисали даље генерације.
Учењаци верују да је написао око хиљаду катрена или рубаија (четворостих). Био је представљен Западу кроз Рубаије Омара Хајама, који су поетски, а не буквални преводи Едварда Фицџералда (1809—1883). Постоје и други преводи рубаија (што значи катрен), али Фицџералдови су најпознатији.
Фицџералдови преводи су такође поново представили Хајама неким Иранцима „који су предуго игнорисали нишапурску поезију“. За књигу из 1934. године коју је написао један од најзначајнијих иранских писаца, Садег Хедајат, Хајамове песме, каже се да је „уобличила начин на који генерација Иранаца гледа“ на песника.
Омар Хајамове песме су преведене на много језика. Многе су преведене директно са песијског, и много су буквалнији преводи од Фицџералдових.

### Хајам у Србији
У нас најбољи превод је проф. Фахима Бајрактеревића, углавном начињен са персијског, док су га још успешно преводили Душан Симеоновић и Мирослав Душанић, који је препевао раније преводе. А Павле Младеновић је објавио: Математика и поезија Омара Хајама, издавач Alexandria, Ваљево 2007.
Ево и неколико рубаија у преводу на наш језик:
Шеик блудницу грди: Ничег се не кајеш,
Пијеш к'о пијанац и тело продајеш.
А блудница вели:Управо сам таква.
Да ли си ти онај за кога се издајеш?
Подлацима небо милостиво даје
Млин, двориште, дворац, раскошне одаје ...
А добрима једва кору црног хлеба.
Пљуни такво небо, то ти преостаје.
Заветну сам књигу непрестано крио,
Зато сам се ове главе наносио.
Ја познајем добро ту учену рђу,
Да бих тајне душе пред њом разгласио.
Кажу: биће раја, биће рајских сека,
биће тамо вина, биће меда, млека...
Зато немој бити без вина и драге,
кад на концу конца, то те исто чека.

## Погледи на религију
Било је доста различитих погледа на Хајама. На једном крају спектра, постоје ноћни клубови који су добили име по Хајаму и он је виђен као агностички хедониста. На другом крају спектра, он се посматра као мистични суфија, муслимански песник с комплексним скупом идеала и погледа.

### Као скептик
Према речима оријенталисте Јан Рипке, Садег Хедајат је сматрао Омара Хајама атеистом. Хедајат тврди у свом уводном есеју другог издања Катрена филозофа Омара Хајама да „иако Хајам верује у трансформацију људског тела, не верује у одвојену душу; ако нам се посрећи, наше телесне честице ће се користити у изради крчага вина“. Такође тврди да је Хајамова употреба суфијске терминологије попут „вина“ буквална и другачија од оне коју имају суфије.
Едвард Фицџералд наглашава Омај Хајамов религијски скептицизам и одбија све идеје у вези са суфијском интерпретацијом. На пример, у предговору Рубаија, он је оспорио тврдње да је Хајам био мистик-суфија:
Омарова епикурејска смелост размишљања и говора проузроковала је да га посматрају попреко у свом времену и земљи. Каже се да је био посебно омражен и да је заплашивао суфије, чију је праксу исмејавао и чија вера износи нешто више од његове када јој се одузме мистицизам и званично признање исламизма под којим се Омар не би могао сакрити.
Ал-Кифти, историчар исламске ере, тврди да Хајам није био светог карактера и да су његове песме имале скривену анти-религиозну агенду, иако су наводно оријентисане према суфијима. У његовом делу Историја учених људи, он објашњава:
Суфије су његове песме схватали површно и сматрали су их делом њихове мистичне традиције. На њиховим сесијама и окупљањима, Хајамове песме су постале предмет разговора и дискусије. Међутим, његове песме су попут змија које уједају шеријат (исламски закон) и оне су ланци и лисице стављени на религију. Кад су људи његовог времена спознали његову веру, откривене су његове тајне. Хајам је био уплашен по свој живот, повукао се од писања, говора и слично и отпутовао је у Меку. Када је стигао у Багдад, присталице суфијске традиције и верујући у примарне науке дошли су до њега и удовољили му. Он их није прихватио и након обављања ходочашћа вратио се у родну земљу, чувао своје тајне за себе и пропагирао слеђење верника.
Мухамед Али Форуги је закључио да су Хајамове идеје могле бити у складу са суфијским идејама, али не постоје докази да је формално био суфија. Мехди Аминразави, професор филозофије и религије, у својој књизи „Вино мудрости“ наводи да је „суфијска интерпретација Хајама могућа једино детаљним читањем његових рубаија и истицањем садржаја који одговара класичној суфијској доктрини“.
На пример, Кристофер Хиченс, западни критичар религије, идентификовао је Хајама као скептика, чија је поезија супротна тврдњи и пракси религије. У Портабилни Атеиста, Хиченс је укључио тридесет пет катрена из превода Ле Галијена.

### Као муслимански суфија
Омар Хајам је поштовао пророка Мухамеда, што је доказиво његовим списима. У својој књизи под насловом О елаборацији проблема везаних за књигу Еуклида, он се позива на пророка Мухамеда као „господара пророка“. У истој књизи, Хајам на крају потврђује оно што је изјавио и похвалио је Бога и пророка Мухамеда. У свом делу под насловом „О постојању“, Хајам се позива на пророка Мухамеда као свог господара. У његовим катренима, Хајам пита пророка Мухамеда да га прими у рај. Хајам говори о пророку:
О Ти, који воли било чију љубав и гњев,
Боже који створи небеса и пакао;
Имаш свој двор на небу, а ја немам,
Зашто ме не допустиш да у твом двору станем.
Професор емеритус исламских студија у Џорџтауну, Сејид Хосеин Наср тврди да је редуктивно успоставити Хајамове личне ставове о Богу или религији засноване на дословном тумачењу његових песама (од којих су многе такође апокрифне), јер је на другим местима написао трактат под називом „ал -Хутбат ал-гарра“ (Сјајне проповеди) и хвалу Бога, где приказује своје ортодоксне погледе, слажући се са Авиценом о Божанском Јединству. Штавише, најважнији филозофски рад Хајама је ал-Рисала фил-вуџуд (الرسالة في الوجود, „Трактат о бићу“), написан на арапском језику, који почиње куранским стиховима и тврди да све ствари долазе од Бога и да постоји ред у свим стварима.
C.H.A. Bjerregaard, истакнути дански оријенталиста, има сличан став о овом питању:
Списи Омара Хајама су добри примери суфизма, али нису вредновани на Западу као што би требало бити, а маса енглески говорећих људи га знају само кроз песме Едварда Фицџералда. То је тужна чињеница јер Фицџералд није веран свом господару и моделу, а понекад и он говори језиком суфија који су богохулни. Такав нечувени језик је онај од осамдесет првог катрена на пример. Фицџералд је двоструко крив јер је више био суфија него што је био спреман да призна.“
Француски оријенталиста по имену Франз Тусан, незадовољан Фицџералдовим преводом, дао је свој директно из персијског текста, тврдећи да изражава дух стихова, а не да их версификује.
Абдуллах Иса Нил Дуган (1918—1987), савремени накшбанди суфија са Новог Зеланда, даје коментар о улози и доприносу Омара Хајама суфијским мислима. Дуган каже да Омар, иако је мали суфи учитељ у поређењу са великанима: Румијем, Атаром и Санаијем, ипак један аспект који Омаров рад чини толико релевантним и приступачним је његова људска скала вредности, јер можемо саосећати са њим и разумети његов приступ. Расправа о квалитету Фицџералдовог превода Рубаија, према Дугану, скренула је пажњу са пунијег разумевања дубоке езотеричне поруке садржане у Омаровом стварном материјалу - „Сваки ред Рубаија има више значења од скоро свега што можете прочитати у суфијској литератури“.
Као што је рекао Идрис Шах - који покушава да покаже основни мистицизам у Хајамовој поезији - Едвард Бајлс Кауел је онај који је упознао Фицџералда са Хајамом, базирајући своје знање на индијским научницима персијске књижевности. Затим, претплатио се на такву идеју да је Хајам суфија, али његов пријатељ „Фицџералд је био збуњен око Омара, понекад је сматрао да је суфија, понекад и не.“ Још један британски специјалиста за катрене, Едвард Хенри Винфилд, након што је уочио сличности између идеја које су промовисали Хајам и суфијска метафизика, закључује: „не смемо побећи с идејом да је он сам суфија.“

## Филозоф
Сам Хајам је одбацио свако асоцирање на то да је "филозоф" у смислу аристотелизма и нагласио је да жели „знати ко сам ја“. У контексту филозофа, неки од његових савременика су га означили као „одвојеним од божанских благослова“.
Сада је утврђено да је Хајам педесет година предавао филозофију Авицене, посебно Књигу "Шифа" (исцељења), у свом родном граду Нишапуру, и то до своје смрти. У једном инциденту од њега је тражено да коментарише неслагање између Авицене и филозофа Абул-Баракат ал-Багдадија, који је снажно критиковао Авицену. Сматра се да је Хајам одговорио: „[он] чак не разуме осећај речи Авицене, како се може супротставити ономе што не зна?“
Хајам као филозоф може се разумети из два прилично различита извора. Један је кроз његове рубаије, а други кроз своја дела у светлу интелектуалних и друштвених услова његовог времена. Овај други приступ би могао настати вредновањем Хајамових радова од стране научника и филозофа као што су Абул-Фазл Баихаки, Низами Арузи, ал-Замахшари и Суфи песници и писци Атар од Нишапура и Наџм-ал-Дин Рази.
Хајамова филозофија на Западу је била позната углавном преко Фицџералдовог превода његових рубаија, све док 1905. Данац Кристенсен није открио један мали трактат о метафизици.

### Математичка филозофија
Као математичар, Хајам је дао фундаментални допринос филозофији математике, нарочито у контексту персијске математике и персијске филозофије са којом се повезује већина других персијских научника и филозофа као што су Авицена, Абу Раихан ал-Буруни и Туси. Постоје барем три основне математичке идеје снажних филозофских димензија које могу бити повезане са Хајамом.
1. Математички поредак: одакле настаје овај поредак, и зашто то одговара свету природе? Његов одговор је у једном од његових филозофских „трактата о постојању“. Одговор Хајама је мишљења да „Божанско порекло целог постојања не само да излази од бића, што је по чему све ствари стичу стварност, него је извор реда који је неодвојив од саме егзистенције.“
2. Значај аксиома у геометрији и неопходност математичара да се ослања на филозофију и стога је важан однос било које одређене науке са филозофијом. Ово је филозофска позадина Хајамовог потпуног одбацивања било каквог покушаја да се „докаже“ постулат паралелности јер Хајам повезује кретање с светом материје и желео је да кретање држи даље од чисто разумљивог и нематеријалног света геометрије.
3. Јасна је разлика коју је направио Хајам, на основу рада ранијих персијских филозофа, као што је Авицена, између природних тела и математичких тела. Први се дефинише као тело које је у категорији супстанце и које стоји само по себи, а самим тим је субјект природних наука, док је други, назван „запремином“, који припада категорији случајности, која не постоји сама у спољном свету и стога се тиче математике. Хајам је веома пажљиво поштовао границе сваке дисциплине и критикује Ибн ал-Хајсама у свом доказу постулата паралелности управо зато што је прекршио ово правило и уводио субјект који припада природној филозофији, то јест кретање које припада природним телима у област геометрије, која се бави математичким телима.

## Легат
- Лунарни кратер Омар Хајам добио је име по њему 1970. године и мала планета под називом 3095 Омар Хајам такође, коју је 1977. године открио совјетски астроном Људмила Журављева.[42]

- У јуну 2009. године, Иран је донирао научни павиљон канцеларији Уједињених нација у Бечу који се налази на централној меморијској плази Бечког међународног центра.[43] Павиљон персијских научника у Уједињеним нацијама у Бечу, Аустрија, приказује статуе четири истакнуте иранске личности. Истичући иранске архитектонске карактеристике, павиљон је украшен персијским ликовним формама и обухвата статуе реномираних иранских научника Авиценр, Абу Раихан Бирунија, Закарииа Разија и Омара Хајама.[44][45]
- У марту 2016. године, статуа Хајама је откривена у дворишту Универзитета у Оклахоми. Поред тога, направљене су још две копије статуе, од којих је једна постављена у Хајамовом родном граду Нишапуру, а друга се шаље у Фиренцу, Италија.[46][47]

Три статуте направио је ирански скулптор Хосеин Фахими. На церемонији је присуствовао и председник Универзитета у Оклахоме Давид Л. Борен, бивши гувернер Оклахоме и сенатор САД. Церемонија је организована уз помоћ Међународног друштва за иранску културу.
Један од оснивача дискордијске религије, Омар Хајам Рејвенхерст се назвао по лику.

## Галерија
- Рубаија Омара Хајама у Шекаста Настаʿлик стилу.
- Рубаија Омара Хајама у Шекаста Настаʿлик стилу.